# Trimerophytophyta
Die Trimerophytophyta  sind eine Gruppe ausgestorbener Gefäßpflanzen, vor allem aus dem frühen Devon, die in ihren Merkmalen zwischen den Rhyniophyta und den rezenten Farnen und Samenpflanzen stehen. 

## Merkmale
Die Trimerophyten sind generell komplexer aufgebaut als die Rhyniophyta oder die Zosterophyllophyta. 
Die Achsen verzweigen sich monopodial oder pseudomonopodial. Die Seitenzweige verzweigen sich gabelig oder dreizackig. Von der dreizackigen Verzweigung leitet sich auch der Name ab. Die Achsen sind glatt, gepunktet oder stachelig. Die Xylem-Stränge sind deutlich ausgeprägt, das Protoxylem liegt innen (endarch). Die Tracheiden sind Leiter-Tracheiden oder sie besitzen Hoftüpfel. 
Die Sporangien stehen endständig an den Achsen, meist sind sie an reich verzweigten Seitenzweigen konzentriert. Manche Arten besitzen wenige Sporangien, andere besitzen viele kleine.

## Systematik

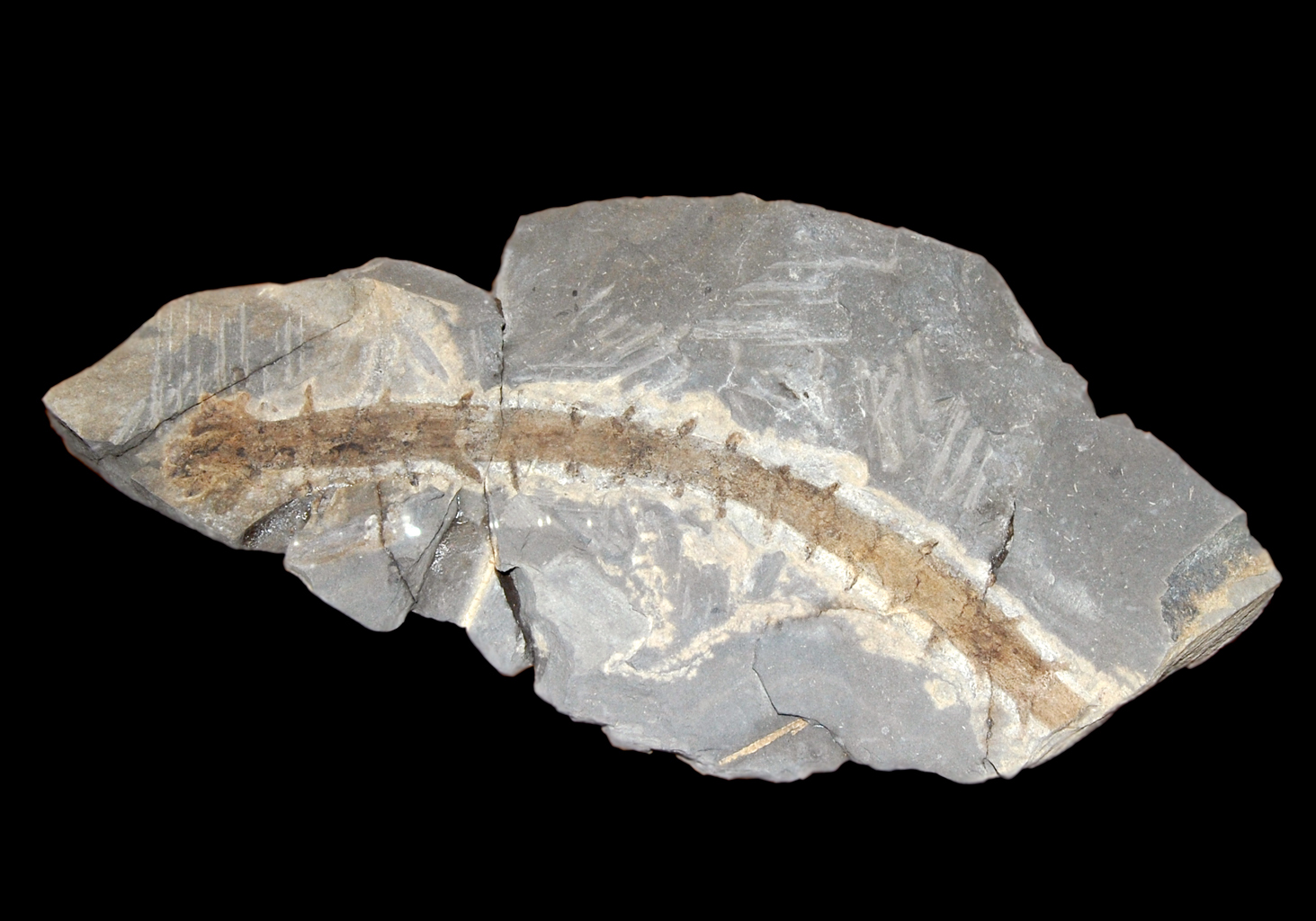
Fossil von Psilophyton

Die Trimerophytophyta wurden von Harlan P. Banks 1968 als eine der drei Gruppen aufgestellt, als er die diverse und polyphyletische Gruppe der Psilophyten auflöste. Die Trimerophytophyta sind eine der drei basalen Gruppen der Gefäßpflanzen. Banks stellte folgende Gattungen zur Unterabteilung Trimerophytophytina:
- Trimerophytales
  - Trimerophytaceae
    - Psilophyton
    - Trimerophyton
    - Pertica
    - Dawsonites
    - Hostinella
    - Yunia (Zuordnung nur als wahrscheinlich)
- möglicherweise bereits höher als Trimerophyten:
  - Oocampsa
  - Gothanophyton
  - Tursuidea

Taylor und Taylor nahmen 1993 die letzten drei Gattungen nicht in ihrer Besprechung der nun zur Abteilung erhobenen Trimerophytophyta auf. 
Kladistische Analysen zeigten jedoch, dass die Trimerophyten sensu Banks oder sensu Taylor und Tayler 1993 keine natürliche Verwandtschaftsgruppe sind. Pertica steht den Samenpflanzen recht nahe, auch wenn viele ihrer Merkmale schwer interpretierbar sind; der Rest ist paraphyletisch im Hinblick auf die nicht-bärlappartigen Gefäßpflanzen.
Kenrick und Crane erkennen die Trimerophyten daher nicht mehr als Taxon an. Die bis dahin nicht zu den Trimerophyten gestellte Eophyllophyton bellum steht den anderen Trimerophyten nahe, dafür stellen sie die bisherige Trimerophyte Yunia dichotoma zu den Bärlapppflanzen.
Die Trimerophyten werden allgemein als Nachfahren der Rhyniophyta angesehen. Sie selbst stehen an der Basis der Euphyllophyta, der Gruppe, zu der die Farne und Samenpflanzen gehören. 

## Zeitliche Verbreitung
Die meisten Funde der Trimerophyten stammen aus dem frühen Devon (Pragium). Dieses Zeitalter begann vor 417 Mio. Jahren. Pertica, die ja eigentlich nicht zu dieser Entwicklungsstufe gehört, reicht bis ins mittlere Devon (Givetium), das bis vor 385 Mio. Jahren dauerte. Möglicherweise sind einige Funde auch ins Untere Karbon (Mississippium) einzuordnen.

## Belege
- Paul Kenrick, Peter R. Crane: The Origin and Early Diversification of Land Plants. A Cladistic Study. Smithsonian Institution Press, Washington D.C. 1997, bes. S. 140, 319f. ISBN 1-56098-729-4
- Thomas N. Taylor, Edith L. Taylor: The Biology and Evolution of Fossil Plants. Prentice Hall, Englewood Cliffs 1993, S. 191–203. ISBN 0-13-651589-4